# Classificação Nova
A Classificação Nova, publicada em 2010, foi a primeira a agrupar os alimentos de acordo com a natureza, a extensão e o propósito de processamento pela indústria. Essa classificação separa em quatro categorias todos os alimentos conhecidos, englobando desde a matéria prima à produtos alimentícios, essas divisões são definidas a partir do grau de processamento em que o alimento é submetido, o que interfere completamente nas suas propriedades nutricionais. De acordo com a classificação da NOVA, o processamento envolve processos físicos, biológicos e químicos usados após os alimentos serem retirados da natureza, mas antes de serem consumidos ou preparados como pratos e refeições. Essa classificação é a utilizada hoje pelo guia alimentar da população brasileira, o livro de referência nutricional utilizado no Brasil.

## História

### (Como era antes da sua criação, Percepção da necessidade de mudança, Criação, Aderência/aceitação, Atualidade)
De acordo com os pesquisadores responsáveis pela criação dessa ferramenta, as classificações de alimentos (incluindo bebidas) até então existentes estavam focadas apenas no perfil nutricional dos alimentos, sem considerar o processamento industrial e as possíveis relações com os padrões de alimentação, com a ingestão de nutrientes e de energia e também com os riscos à saúde. Desde 2009, era ressaltada a necessidade de considerar o processamento industrial como um elemento importante na relação entre nutrição e saúde. Até então, as abordagens se limitavam ao perfil nutricional dos alimentos e bebidas. Embora quase todos os alimentos sofram algum grau de processamento, existem diferenças significantes quanto ao tipo, à intensidade e à finalidade, que acabam impactando na saúde do consumidor - principalmente se for um alimento ultraprocessado. Ou seja, grãos de cereais, e alimentos obtidos desses grãos eram, a grosso modo, classificados como alimentos fontes de carboidratos. Carne em geral eram categorizadas em alimentos fontes de proteína, e não diferente era feito com os laticínios, frutas, legumes e os subprodutos obtidos desses alimentos, classificados como fontes de vitaminas e minerais.
Em um estudo feito por Monteiro e colaboradores, demonstrou que considerar apenas os nutrientes na composição dos alimentos é algo muito vago quando o objetivo era compreender os efeitos na saúde de cada indivíduo, e, ainda, que era precisa considerar as mudanças fisico-quimicas que eram modificada em cada processo que este alimento era submetido na indústria antes de ser ofertado ao consumidor, propondo que fosse feita uma classificação dos produtos alimentícios de acordo com o seu processamento e intuito. Nesta ocasião foi dado o cenário de desenvolvimento da classificação NOVA, através do conceito de ultraprocessados.
O aumento e a disseminação das indústrias de ultraprocessados têm favorecido e induzido o aparecimento de padrões alimentares não saudáveis em populações em todo o mundo, contribuindo para o aumento da incidência de doenças crônicas não transmissíveis. Neste contexto, ao utilizar uma classificação de alimentos que considere esse processamento é possível contribuir em estudos que quantificam o impacto de cada uma das categorias de alimentos sobre a saúde dos indivíduos, já que padrões de alimentação com marcado predomínio do consumo de alimentos da categoria 4 têm substituído padrões tradicionais de alimentação (que se baseiam em pratos feitos à base de alimentos in natura e minimamente processados). Sabe-se que esses novos padrões de alimentação estão associados ao risco aumentado de diversas doenças. Estudos já realizados associaram o consumo de alimentos ultraprocessados com danos à saúde, como, por exemplo, o risco aumentado para doenças cardio e cerebrovasculares, para o câncer e para a síndrome do intestino irritável. Ainda, parece ser possível estabelecer uma relação entre a quantidade de porções consumidas de ultraprocessados e os riscos para a saúde (relação de dose-dependência).

## Versões publicadas
A primeira versão da NOVA foi publicada em 2010 e agrupou os alimentos em 3 categorias: alimentos não e minimamente processados, ingredientes culinários processados ou da indústria de alimentos e produtos alimentares ultraprocessados. Em 2014, durante a elaboração do Guia Alimentar Para a População Brasileira, a NOVA foi revisada e passou a ter quatro grupos, separando os alimentos processados dos ultraprocessados. Atualmente, é uma ferramenta validada para estudos sobre nutrição e saúde pública e, devido a sua importância, passou a ser incorporada inclusive em relatórios de organizações internacionais, como a Organização das Nações Unidas para Alimentação e Agricultura (FAO) e a Organização Pan-Americana da Saúde (PAHO).

## Categorias
Os alimentos são consumidos de quatro formas distintas. Na primeira eles são consumidos individualmente, como é o caso de frutas, castanhas e leite. Porém, os alimentos também podem ser ingeridos como itens principais ou como acompanhamentos de pratos e refeições, como grãos, farinhas, legumes, carnes e ovos. No terceiro tipo, eles podem ser usados para preparar pratos e refeições, como óleos, manteiga, açúcar e sal. Por fim, os alimentos podem se apresentar como produtos alimentícios prontos para serem consumidos ou aquecidos, como pães, queijo, presunto, salgadinhos embalados, refrigerantes e pratos congelados pré-preparados. Dessa forma, a NOVA classifica os alimentos e produtos alimentícios em quatro categorias.

#### Categoria 1: alimentos in natura e minimamente processados
A primeira categoria se refere aos alimentos obtidos diretamente da natureza. Esses alimentos podem ser tanto partes comestíveis de plantas, como frutos e folhas, ou de animais, como músculos, ovos e leite, bem como fungos, algas, água e todos os demais alimentos que sofreram um processamento mínimo para chegar com qualidade ao consumidor. O processamento nessa categoria tem o objetivo de conservar os alimentos, torná-los adequados para o armazenamento, torná-los mais seguros e/ou deixá-los mais seguros, comestíveis ou mais agradáveis para o consumo, mantendo as características dele o mais próximo ao original. Esses processos podem ser: remoção de partes indesejáveis ou não comestíveis, secagem, trituração, moagem, fracionamento, filtragem, torrefação, fervura, fermentação não-alcóolica, pasteurização, refrigeração, congelamento, e disposição em recipientes ou embalagens a vácuo. Alguns alimentos podem receber aditivos para a preservação de alguma propriedade, como por exemplo o leite ultrapasteurizado (UHT) adicionado de estabilizante, porém são raros esses casos. Esta categoria de alimentos não recebe adição de açúcar, sal, óleos ou gorduras. Assim, podemos citar como exemplos dessa categoria alimentos como frutas, legumes e verduras, leite, ovos, cogumelos, castanhas e nozes (oleaginosas), carnes, aves, peixes, frutos do mar, feijões, arroz, macarrão e ainda alimentos compostos por dois ou mais itens dessa categoria. Temperos e outras especiarias in natura também fazem parte do grupo 1.

#### Categoria 2: ingredientes culinários processados
Os ingredientes culinários são obtidos a partir dos alimentos do primeiro grupo, e da natureza (sal), e que são usados em pequenas quantidades para temperar, cozinhar e criar preparações culinárias. Para isso, são utilizados processos como prensagem, refino, moagem e secagem por pulverização. Pertencem a esta categoria os ingredientes culinários clássicos: sal (refinado e grosso), açúcar (refinado, cristal, demerara, mascavo, de confeiteiro), melaço, mel, óleos vegetais, manteiga, banha de porco e amido de milho. Os alimentos dessa categoria não são consumidos individualmente; geralmente são consumidos na presença dos alimentos pertencentes a categoria um. O objetivo desse processamento é produzir produtos duráveis e adequados para uso em cozinhas domésticas e de restaurantes, com o intuito de cozinhar pratos e refeições artesanais, como sopas, pães caseiros, caldos, conservas, bebidas e sobremesas.
Alguns itens com adição de vitaminas e minerais (sal iodado), com aditivos usados para a preservação das características originais do alimento (óleos vegetais com adição de antioxidantes) ou composto por dois itens dessa categoria (manteiga com sal), continuam pertencendo ao grupo dois.

#### Categoria 3: alimentos processados
Os alimentos dessa categoria são relativamente simples, a maioria possui dois ou três ingredientes, podendo ser consumidos individualmente ou, geralmente, em combinação com outros alimentos. Esses alimentos são obtidos após a adição de sal, açúcar, óleo ou de qualquer outro item da categoria 2 aos alimentos da categoria 1 e, portanto, são reconhecidos como versões modificadas dos alimentos da categoria 1. Aqui o processamento irá ajudar aumentar o tempo de prateleira e também conferir mais sabor aos alimentos, sendo os métodos de conservação e cozimento variados. Dessa forma, alguns aditivos podem ser incluídos, como conservantes, antioxidantes e estabilizantes.
Os alimentos típicos dessa categoria são conservas de grãos e legumes (milho, ervilha, palmito, pepino, etc.) preservados em salmoura ou em sal e vinagre, sardinha e atum enlatados, compotas de frutas e frutas cristalizadas, sementes salgadas ou açucaradas, pães (feitos de farinha de trigo, levedura, sal e água), todos os tipos de queijos, carne seca e toucinho, extrato ou concentrado de tomate. Também estão incluídas as bebidas obtidas pela fermentação de alimentos da categoria 1, como cerveja e vinho. Os alimentos dessa categoria podem conter aditivos que irão preservá-los de contaminações microbiológicas ou manter suas propriedades originais.

#### Categoria 4: alimentos ultraprocessados
Os alimentos e bebidas classificados na categoria 4 costumam ser chamados de produtos alimentícios, uma vez que são fruto do uso de máquinas e tecnologias modernas na indústria de alimentos. Normalmente, incluem-se ingredientes também utilizados nos alimentos processados, como açúcares, óleos, sal e gorduras, mas, em suas formulações existem inúmeros ingredientes não convencionais, que são encontrados apenas neste tipo de produto. Alguns são diretamente extraídos de alimentos, como a caseína, a lactose, o soro de leite e o glúten. Porém, muitos são derivados de processamentos adicionais de constituintes alimentícios, como óleos hidrogenados ou interesterificados, proteínas hidrogenadas, proteína isolada de soja, maltodextrina, açúcar invertido e xarope de milho rico em frutose.
Também são adicionados de grande quantidade de açúcar, sal, gorduras saturadas e trans, além de aditivos como corantes, saborizantes, umectantes, intensificadores de sabor, adoçantes, emulsificantes, aromatizantes, entre outros. Na categoria dos aditivos, podem ser incluídos aditivos de alimentos processados, como conservantes, antioxidantes e estabilizantes. Todavia, os outros aditivos são incluídos para imitar e aumentar as qualidades sensoriais ou para disfarçar aspectos desagradáveis do produto final. Portanto, eles não são alimentos modificados, mas sim formulações produzidas principal ou inteiramente de substâncias derivadas de alimentos e aditivos, com pouco ou nenhum alimento intacto da Categoria 1.
Como resultado, a indústria obtém produtos hiper palatáveis e que, muitas vezes, tentam imitar o sabor dos alimentos da categoria 1. Em decorrência a essa hiper palatabilidade, as pessoas tendem a consumir esses alimentos em excesso ao invés de consumir alimentos da categoria um. O guia alimentar brasileiro, recomenda evitar o consumo desses tipos de produtos uma vez que são nutricionalmente desequilibrados e acrescenta que os “meios de produção, distribuição, comercialização e consumo” desses produtos “prejudicam a cultura, a vida social e o meio ambiente".
Na categoria 4, estão incluídos: nuggets, sorvete, pães produzidos em massa e embalados, macarrão instantâneo, biscoitos, mistura para bolos, salsicha, bebidas adicionadas de açúcar (refrigerantes), sucos em pó, entre outros. Também são considerados ultraprocessados algumas fórmulas para lactentes e produtos para emagrecimento que substituem refeições. É comum as pessoas ainda terem dúvidas sobre como identificar os alimentos ultraprocessados, uma vez que a indústria alimentícia se utiliza de diversas estratégias para vender esse tipo de produto como um alimento similar à categoria 1. Para isso, o consumidor deve verificar a lista de ingredientes presente, obrigatoriamente, no rótulo do produto. Por exemplo, para saber se o pão é ou não considerado ultraprocessado, deve-se observar se na lista de ingredientes existem outros ingredientes além de farinha de trigo, fermento, sal e água. Esses outros “ingredientes” dos ultraprocessados são emulsificantes, corantes e outras substâncias cosméticas que dificultam a reprodução do mesmo produto em casa.
Comparando, por exemplo, dois molhos de tomates industrializados. Um com ingredientes do tipo: tomate, açúcar, cebola, amido modificado, sal, manjericão, extrato de levedura, alho, salsa, realçador de sabor glutamato monossódico e aromatizante. E outro com ingredientes como: tomate, alho, sal e azeite de oliva. A presença de realçador de sabor e de aromatizante no primeiro, faz com que o produto se encaixe na categoria quatro de ultraprocessados. Esses dois ingredientes são principalmente utilizados pela indústria para conferir sabor ao produto, o que torna o alimento hiper palatável e de fácil aceitação pelo consumidor. Já o segundo molho de tomate possui ingredientes que o classifica na categoria três de alimentos processados. Sua composição é basicamente de alimentos in natura tornando “mais nutricionalmente equilibrado”.

## Repercussões e desdobramentos do guia alimentar
- O guia alimentar tem servido de base para a elaboração de campanhas de promoção à saúde e materiais de apoio [23].
- O vídeo produzido pelo Ministério da Saúde “Guia traz 10 novas regras para uma alimentação saudável” bateu o recorde de visualizações nas redes sociais do Ministério [23].
- Foi enviado exemplares do guia para todas as Unidades Básicas de Saúde e Núcleos de Apoio à Saúde da Família do país, às Referências técnicas de alimentação e nutrição dos estados; aos cursos de graduação em Nutrição (público e privado); Escolas do PSE;  Nutricionistas do PNAE e Secretarias Municipais de Saúde[22].
- O Guia alimentar foi reconhecido como o melhor do mundo pelo Vox (principal jornal eletrônico nos EUA) na área da educação alimentar.[22]
- Foi citado pela organização da Marcha das Margaridas como um forte aliado nas suas propostas, isso porque o guia apoia a questão da escolha do que comer nas mãos do cidadão, podendo evoluir para discussões mais difíceis como o avanço contra o agrotóxico.[22]
- O guia foi reconhecido na 5ª Conferência de Segurança Alimentar e Nutricional de 2015, como um valioso avanço para a segurança alimentar e nutricional no Manifesto à Sociedade Brasileira sobre Comida de Verdade no Campo e na Cidade e na Carta Política Final.[22]